# Bow (rivier)
De Bow (op de boogrivier) is een rivier in Alberta, Canada.
De Bow ontspringt in de Rocky Mountains in Bow Lake en stroomt door het Nationaal park Banff en Calgary en ontmoet uiteindelijk de rivier de Oldman om de South Saskatchewan River te vormen. De totale lengte van de rivier is 623 km. De Bow is belangrijk als bron voor drinkwater alsmede voor de visserij en het toerisme.
De bergketen Bow Range verwijst met zijn naam naar deze rivier.